# 大方县
大方县是中华人民共和国贵州省毕节市下辖的一个县。位于贵州西北部，面积3502平方公里，常住人口857578人（2020年11月1日）。邮政编码551600，县政府驻大方镇。
与之接壤的县市有：东边黔西县，东北边金沙县，南边织金县，西南边纳雍县，西和西北边毕节市。

## 历史
明朝崇祯年间始建大方城，至今已有360多年的历史；清朝康熙五年设大定府；民国二年（1913年）废府设大定县；1958年更名为大方县。

## 行政区划
大方县下辖6个街道办事处、10个镇、6个乡、18个民族乡：
红旗街道、顺德街道、慕俄格古城街道、九驿街道、归化街道、鹏程街道、双山镇、猫场镇、马场镇、羊场镇、黄泥塘镇、六龙镇、达溪镇、瓢井镇、长石镇、对江镇、东关乡、竹园彝族苗族乡、响水白族彝族仡佬族乡、文阁乡、绿塘乡、鼎新彝族苗族乡、牛场苗族彝族乡、小屯乡、理化苗族彝族乡、凤山彝族蒙古族乡、安乐彝族仡佬族乡、核桃彝族白族乡、八堡彝族苗族乡、兴隆苗族乡、果瓦乡、大山苗族彝族乡、雨冲乡、黄泥彝族苗族滿族乡、大水彝族苗族布依族乡、沙厂彝族乡、普底彝族苗族白族乡、百纳彝族乡、三元彝族苗族白族乡和星宿苗族彝族仡佬族乡。

## 交通
- 321国道、 326国道、 658国道